# Estoril Open 2023
Estoril Open 2023, oficiálně Millennium Estoril Open 2023, byl tenisový turnaj pořádaný jako součást mužského okruhu ATP Tour v tenisovém areálu Clube de Ténis do Estoril. Osmý ročník Estoril Open probíhal mezi 3. až 9. dubnem 2023 v portugalském přímořském letovisku Cascais na otevřených antukových dvorcích.
Turnaj dotovaný 630 705 eury patřil do kategorie ATP Tour 250. Nejvýše nasazeným singlistou se stal pátý tenista světa Casper Ruud z Norska. Jako poslední přímý účastník do dvouhry nastoupil 131. hráč žebříčku, Rakušan Jurij Rodionov. V důsledku invaze Ruska na Ukrajinu na konci února 2022 řídící organizace tenisu ATP, WTA a ITF s grandslamy rozhodly, že ruští a běloruští tenisté mohli dále na okruzích startovat, ale do odvolání nikoli pod vlajkami Ruska a Běloruska.
Jubilejní desátý singlový titul na okruhu ATP Tour vybojoval 24letý Casper Ruud. Devět z nich získal na antuce. Čtyřhru ovládli Belgičané Sander Gillé a Joran Vliegen, kteří získali sedmé deblové trofeje.

## Rozdělení bodů a finančních odměn

### Rozdělení bodů
| Soutěž  | Soutěž | vítězové | finalisté | semifinalisté | čtvrtfinalisté | 16 v kole | 28 v kole | Q  | Q2 | Q1 |
| ------- | ------ | -------- | --------- | ------------- | -------------- | --------- | --------- | -- | -- | -- |
| dvouhra | [ 1 ]  | 250      | 150       | 90            | 45             | 20        | 0         | 12 | 6  | 0  |
| čtyřhra | [ 5 ]  | 250      | 150       | 90            | 45             | 0         | —         | —  | —  | —  |

### Finanční odměny
| Soutěž                                | Soutěž      | vítězové | finalisté | semifinalisté | čtvrtfinalisté | 16 v kole | 28 v kole | Q2      | Q1      |
| ------------------------------------- | ----------- | -------- | --------- | ------------- | -------------- | --------- | --------- | ------- | ------- |
| dvouhra                               | [ 1 ] [ 6 ] | 85 605 € | 49 940 €  | 29 355 €      | 17 010 €       | 9 880 €   | 6 035 €   | 3 020 € | 1 645 € |
| čtyřhra                               | [ 5 ]       | 29 740 € | 15 910 €  | 9 330 €       | 5 220 €        | 3 070 €   | —         | —       | —       |
| částka ve čtyřhrách je uvedena na pár |             |          |           |               |                |           |           |         |         |

## Mužská dvouhra

### Nasazení
| Stát                           | Hráč                        | ATP | Nasazení |
| ------------------------------ | --------------------------- | --- | -------- |
| Norsko                         | Casper Ruud                 | 4.  | 1.       |
| Polsko                         | Hubert Hurkacz              | 9.  | 2.       |
| Španělsko                      | Alejandro Davidovich Fokina | 25. | 3.       |
| Španělsko                      | Roberto Bautista Agut       | 28. | 4.       |
| Argentina                      | Sebastián Báez              | 33. | 5.       |
| Srbsko                         | Miomir Kecmanović           | 35. | 6.       |
| Argentina                      | Diego Schwartzman           | 38. | 7.       |
| USA                            | Ben Shelton                 | 39. | 8.       |
| Žebříček ATP k 20. březnu 2023 |                             |     |          |

### Jiné formy účasti
Následující hráči obdrželi divokou kartu do hlavní soutěže:
- Roberto Bautista Agut
- Ben Shelton
- João Sousa

Následující hráči postoupili z kvalifikace:
- Alessandro Giannessi
- Sebastian Ofner
- Henrique Rocha
- Pedro Sousa

Následující hráči postoupili z kvalifikace jako tzv. šťastní poražení:
- Carlos Taberner
- Fernando Verdasco

### Odhlášení
před zahájením turnaje
- Grégoire Barrère → nahradil jej  Ceng Čchun-sin
- Pablo Carreño Busta → nahradil jej  Dominic Thiem
- Sebastian Korda → nahradil jej  Hubert Hurkacz
- Dušan Lajović → nahradil jej  Jurij Rodionov
- Emil Ruusuvuori → nahradil jej  Luca Van Assche
- Mikael Ymer → nahradil jej  Radu Albot

## Mužská čtyřhra

### Nasazení
| Stát                                                                                    | Hráč            | Stát      | Hráč          | ATP  | Nasazení |
| --------------------------------------------------------------------------------------- | --------------- | --------- | ------------- | ---- | -------- |
| Německo                                                                                 | Andreas Mies    | Monako    | Hugo Nys      | 39.  | 1.       |
| Brazílie                                                                                | Marcelo Melo    | Austrálie | John Peers    | 84.  | 2.       |
| Ekvádor                                                                                 | Gonzalo Escobar | Francie   | Fabien Reboul | 97.  | 3.       |
| Belgie                                                                                  | Sander Gillé    | Belgie    | Joran Vliegen | 101. | 4.       |
| Žebříček ATP k 20. březnu 2023; číslo je součtem žebříčkového postavení obou členů páru |                 |           |               |      |          |

### Jiné formy účasti
Následující páry obdržely divokou kartu do hlavní soutěže:
- Ben Shelton /  Duarte Vale
- João Sousa /  Dominic Thiem

### Odhlášení
před zahájením turnaje
- Marcelo Arévalo /  Jean-Julien Rojer → nahradili je  Diego Hidalgo /  Cristian Rodríguez
- Tomislav Brkić /  Gonzalo Escobar → nahradili je  Gonzalo Escobar /  Fabien Reboul
- Lloyd Glasspool /  Harri Heliövaara → nahradili je  Andrew Harris /  John-Patrick Smith
- Kevin Krawietz /  Tim Pütz → nahradili je  Marco Cecchinato /  Quentin Halys
- Rafael Matos /  David Vega Hernández → nahradili je  Romain Arneodo /  Sam Weissborn
- Jamie Murray /  Michael Venus → nahradili je  Radu Albot /  Victor Vlad Cornea
- Hugo Nys /  Jan Zieliński → nahradili je  Andreas Mies /  Hugo Nys

## Přehled finále

### Mužská dvouhra
- Casper Ruud vs.  Miomir Kecmanović, 6–2, 7–6(7–3)

### Mužská čtyřhra
- Sander Gillé /  Joran Vliegen vs.  Nikola Ćaćić /  Miomir Kecmanović, 6–3, 6–4